# Jessica Lapenn

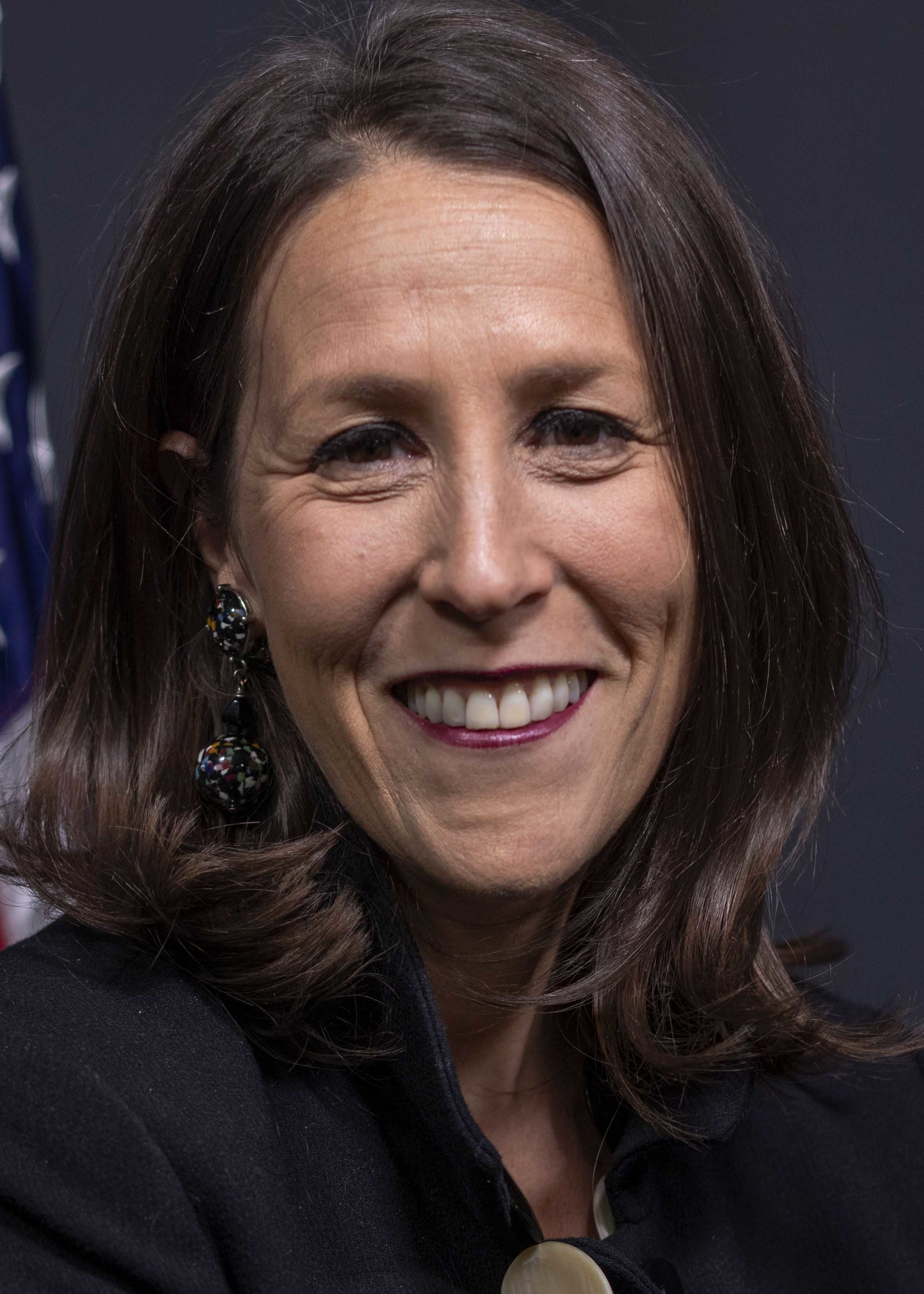
Jessica Lapenn

Jessica „Jessye“ Lapenn (* in New York City) ist eine US-amerikanische Diplomatin, von 2016 bis 2019 stellvertretende Botschafterin in Südafrika und von 2019 bis 2023 Repräsentantin bei der Afrikanischen Union.

## Leben
Die New Yorkerin Lapenn erhielt 1993 einen Bachelor in Frauenforschung von der Harvard College und 1994 einen Master of Philosophy von der Cambridge University. Nachdem sie noch im selben Jahr dem US-amerikanischen Auswärtigen Dienst beigetreten war, arbeitete sie sowohl im Außenministerium in Washington, D. C., u. a. als Assistentin des Under Secretary for Political Affairs, als auch u. a. in Israel, Irak und Georgien. Dabei arbeitete sie oft mit den Vereinten Nationen. 2010 wurde sie Leiterin des Office for Human Rights and Humanitarian Affairs im Bureau of International Organizations, worauf sie zwei Jahre später Deputy Chief of Mission in der Botschaft in Ruanda wurde. Darauf wurde sie 2014 Executive Assistant und Chief of Staff des Under Secretary for Civilian Security, Human Rights and Democracy. 2016 folgte sie als Chargé d’Affaires ad interim Patrick Hubert Gaspard im Posten des Botschafters in Südafrika. Präsident Donald Trump ernannte sie 2019 zur Ständigen Vertreterin bei der Afrikanischen Union und gleichzeitig bei der Wirtschaftskommission für Afrika. Als diese hielt sie den Rang einer Botschafterin. 2023 wurde sie Senior Coordinator for Atlantic Cooperation im Bureau of Oceans and International Environmental and Scientific Affairs.